# Guillaume Saurina
Guillaume Jérôme Patrick Saurina (n. 4 august 1981, în Nîmes) este un handbalist francez care joacă pentru echipa românească CSM București pe postul de coordonator.
Saurina este cel mai bun marcator din toate timpurile în prima divizie franceză, cu un total de 1224 de goluri înscrise.

## Palmares
- Campionatul Franței: 
  - Medaliat cu argint: 2011

- Cupa Franței:
  - Finalist: 2011

- Cupa Ligii:
  - Finalist: 2011

- Trofeul Campionilor:
  - Finalist: 2010

- Liga Națională:
  - Medaliat cu argint: 2017

- Supercupa României:
  - Finalist: 2016

## Premii individuale
- Cel mai bun marcator în Campionatul Franței: 2010, 2012

## Viața privată
Saurina este căsătorit cu internaționala franceză Camille Ayglon, legitimată și ea la echipa feminină a CSM București.